# Classificazioni delle strade in Germania
In Germania, le strade vengono classificate in base alla loro importanza.

## Classificazioni
- Autobahn

Sono gestite dall'agenzia federale del Ministero dei Trasporti e devono avere almeno due carreggiate separate da uno spartitraffico e non avere incroci a raso.
- Bundesstraße

Sono strade di importanza per l'intera nazione tedesca e sono gestite dall'agenzia federale del Ministero dei Trasporti e non è necessario che abbiano due carreggiate separate.
- Landesstraße[1]

Sono strade di interesse per gli Stati federati (Länder) e sono gestite dagli stessi stati federali.
- Kreisstraße

Sono strade che dirigono il traffico verso le città dei circondari, quindi di importanza per essi, e sono gestite dagli stessi circondari.
- Gemeindestraße

Sono strade di importanza locale e sono gestite dai comuni tedeschi.

## Nomenclatura

Segnale che indica un'autobahn

Le Autobahn vengono classificate come Bundesautobahn (BAB o A). Il segnale stradale è blu con il numero bianco.

Segnale che indica una bundesstraße

Le Bundesstraße vengono classificate come B xx. Il segnale stradale è giallo con il numero nero.
Le Landesstraße vengono classificate come L xx, S xx (Sassonia) o St xx (Baviera).
Le Kreisstraße vengono classificate come K xx.
Le Gemeindestraße non hanno classificazione.

## Segnaletica stradale
L'intera segnaletica delle Autobahn e i segnali che avviano a esse sono di colore blu.
Invece i segnali che avviano alle strade ordinarie (cioè le Bundesstraße, le Landesstraße, le Kreisstraße e le Gemeindestraße) sono di colore giallo, così come i segnali di preavviso di incrocio che si trovano al suo interno. Se il segnale avvia a una Bundesstraße riporta anche il numero di essa. Se il segnale avvia a una strada di importanza locale ha il bordo nero più fine.
Se invece il segnale avvia a una destinazione urbana è di colore bianco.
| Segnali di avvio alle strade tedesche con confronto a quelli italiani | Segnali di avvio alle strade tedesche con confronto a quelli italiani | Segnali di avvio alle strade tedesche con confronto a quelli italiani |
|                                                                       | Segnale tedesco                                                       | Segnale italiano                                                      |
| --------------------------------------------------------------------- | --------------------------------------------------------------------- | --------------------------------------------------------------------- |
| Autobahn                                                              |                                                                       |                                                                       |
| Strade ordinarie                                                      |                                                                       |                                                                       |
| Destinazioni urbane                                                   |                                                                       |                                                                       |

## Limiti di velocità
Salvo diversa indicazione:
| Centri abitati           | 50 km/h              |
| Fuori dai centri abitati | 100 km/h             |
| Autobahn                 | Consigliato 130 km/h |

## Gelbe Autobahn
Gelbe Autobahn (autostrada gialla) è un termine comune che si riferisce ai tratti di Bundesstraße con due carreggiate separate e senza incroci a raso, cioè simili alle Autobahn.
Vengono chiamate "gialle" perché la segnaletica è di colore giallo, in quanto si tratta di strade ordinarie, anziché essere blu come le Autobahn. Il limite di velocità è lo stesso delle Autobahn, ovvero limite consigliato di 130 km/h.
L'equivalente italiano sono le strade extraurbane principali.